# OVS-volgorde
De OVS-volgorde (Object-Verb-Subject) is in de taaltypologie een ongebruikelijke volgorde van de woorden en zinsdelen, waarbij het object in de zin voor de persoonsvorm en het subject achter de persoonsvorm staat. 
| Woord- volgorde                                                                  | Nederlands voorbeeld | Percentage van alle talen | Voorbeeldtalen                                                                        |
| -------------------------------------------------------------------------------- | -------------------- | ------------------------- | ------------------------------------------------------------------------------------- |
| SOV                                                                              | "Zij hem ziet."      | 45%                       | Bengaals, Hindi-Urdu, Japans, Koreaans, Latijn, Oudgrieks, Perzisch, Sanskriet, Turks |
| SVO                                                                              | "Zij ziet hem."      | 42%                       | Chinees, Engels, Frans, Hausa, Italiaans, Nederlands, Maleis, Russisch, Spaans        |
| VSO                                                                              | "Ziet zij hem."      | 9%                        | Arabisch, Bijbels Hebreeuws, Filipijns, Iers, Toeareg, Welsh                          |
| VOS                                                                              | "Ziet hem zij."      | 3%                        | Malagasitalen, Baure, Car                                                             |
| OVS                                                                              | "Hem ziet zij."      | 1%                        | Apalaí, Hixkaryana, Klingon                                                           |
| OSV                                                                              | "Hem zij ziet."      | 0%                        | Warau, Kabardijns                                                                     |
| Frequentie van woordvolgordes in talen bestudeerd door Russell S. Tomlin in 1986 |                      |                           |                                                                                       |

In talen zoals het Duits, Nederlands en Jiddisch wordt de OVS-volgorde in speciale gevallen gebruikt, vrijwel altijd om het object meer nadruk te geven (zie ook inversie):
- Het lekkere ijsje (object met nadruk) had (persoonsvorm) ik (onderwerp) in drie happen op.

Als standaardnorm komt de OVS-volgorde slechts in zeer weinig talen voor. De enige talen waar het de standaardvorm is zijn het bijna uitgestorven Hixkaryana in het Braziliaanse Amazonegebied en het Guarijío in de Westelijke Sierra Madre in Mexico. In het eveneens Braziliaanse Tapirapé en het Tamil uit Sri Lanka en India is het een gebruikelijke, maar niet de enig correcte, woordvolgorde. Een bekende kunsttaal met de OVS-volgorde is het Klingon, ontworpen door Mark Okrand voor het gelijknamige buitenaardse volk in de televisieserie Star Trek; Okrand koos opzettelijk voor deze volgorde om de taal zo vreemd mogelijk te maken. 